# Smidyn
Smidyn (ucraniano: Смі́дин) es un municipio rural y pueblo de Ucrania perteneciente al raión de Kóvel de la óblast de Volinia.
En 2018 el municipio tenía una población de 3169 habitantes, de los que unos mil ochocientos vivían en la capital municipal y el resto repartidos en nueve pedanías. El municipio fue fundado en 2017 mediante la fusión de los consejos rurales de Smidyn y Rudnia, a los que se sumaron en 2019 el de Zhuravlyne y en 2020 el de Zachernechia. Además de estos cuatro pueblos, pertenecen al actual municipio otros seis: Lisniaký, Parýduby, Kukuriky, Siomaký, Bílychi y Vysoke.
Se ubica unos 10 km al noreste de Lúkiv, sobre la carretera T0309 que lleva a Stará Výzhivka.

## Historia
Se conoce la existencia del pueblo en documentos desde 1508, cuando Segismundo I Jagellón el Viejo entregó el señorío a la casa noble Sanguszko, si bien con el tiempo pasó a pertenecer a otras familias nobles. En la partición de 1795 pasó a formar parte del Imperio ruso, que lo integró en el uyezd de Kóvel de la gobernación de Volinia, hasta que en 1921 pasó a formar parte de la Segunda República Polaca. En 1939 se integró en la RSS de Ucrania, que a partir de 1947 desarrolló notablemente el pueblo como centro de cuatro koljoses. Antes de la fundación del actual municipio en 2017, Smidyn era sede de un consejo rural en el raión de Stará Výzhivka, que únicamente incluía como pedanías a Lisniaký y Parýduby.